# Rolls-Royce Welland
Rolls-Royce Welland var Storbritanniens första serieproducerade jetmotor. Den började produceras 1943 för att användas i jaktflygplanet Gloster Meteor. Namnet kommer från floden Welland i östra England.
Motorn konstruerades först av Frank Whittle och hans företag Power Jets med beteckningen W.2 och var en större version av Whittles första jetmotor Power Jets W.1. Eftersom Power Jets inte hade tillräckligt med egen produktionskapacitet tillverkades motorn till en början av Rover som betcknade den W.2B/23. Samarbetet gick dock inte särskilt bra. Rovers produktionskvalitet var inte tillräcklig och när Whittle fick reda på att de hade konstruerat en egen variant av hans motor med beteckningen W.2B/26 avbröt han samarbetet och vände sig i stället till Rolls-Royce. Även Rover var ganska trötta på Whittle och lämnade gärna över jetmotortillverkningen, i synnerhet som man i utbyte fick möjlighet att tillverka stridsvagnsmotorn Rolls-Royce Meteor. Rolls-Royce som sedan tidigare hade erfarenhet med att tillverka kompressorer för sina bilar hade bättre möjligheter att tillverka jetmotorer och lyckades få bukt med problemen.
Welland fick en ganska kort historia och användes bara i den första versionen av Gloster Meteor. I samband med att Rolls-Royce tog över tillverkningen från Rover fick man även med rättigheterna till den Rover-designade motorn W.2B/26 som visade sig vara mer tillförlitlig och kunna leverera mer dragkraft. Därför inriktades produktionen på den motorn under namnet Rolls-Royce Derwent.